# The Skinny
The Skinny è un periodico britannico di 72 pagine distribuito in circa 1.450 strutture nelle città di Dundee, Edimburgo, Glasgow in Scozia e, dal 2013 al 2017, Manchester, Liverpool e Leeds nel nord dell'Inghilterra. Fondata nel 2005, la rivista presenta interviste e articoli su musica, arte, film, commedia e altri aspetti della cultura nonché liste e recensioni di eventi che si svolgono nel suo bacino di distribuzione durante il mese in cui esce il numero.

## Storia
The Skinny è stata fondata e lanciata nel 2005 come rivista gratuita di elenchi di Edimburgo e Glasgow. Fin dall'inizio, la rivista si è assicurata interviste con artisti di alto profilo, tra cui Mogwai, Pearl Jam, Wu-Tang Clan, DJ Shadow e Muse.
Nell'agosto 2006, The Skinny ha stretto una partnership con la rinomata rivista Fest del Festival di Edimburgo. Il primo anno di questa partnership ha visto la pubblicazione ribattezzata SkinnyFest, prima di tornare al titolo Fest nel 2007.
Nel maggio 2007, The Skinny ha iniziato a distribuire copie a Dundee e Fife, come primo passo di un progetto di ampliamento della distribuzione in tutta la Scozia.
The Skinny è stata originariamente creata come impresa sociale da un collettivo e ha sostenuto questo modo di lavorare fino a luglio 2007, quando è diventata una società privata per azioni per assumere nuovi capitali.
Nel settembre 2007, The Skinny ha iniziato la pubblicazione annuale di una guida per studenti. La guida è distribuita attraverso numerose università e college d'arte scozzesi.
Nell'aprile 2008, The Skinny ha lanciato un nuovo sito web, spostando le informazioni sugli elenchi on line e fornendo guide ai luoghi della Scozia.
The Skinny ha lanciato la sua edizione Northwest nell'aprile 2013, concentrandosi su eventi culturali a Manchester e Liverpool.  Nel settembre 2016 questo è stato ampliato per includere Leeds. The Skinny ha interrotto questa edizione nel 2017, sebbene continui a recensire gli eventi nel nord-ovest dell'Inghilterra sul suo sito web.
Nel marzo 2007, la rivista ha ottenuto la prima intervista nel Regno Unito con gli Arcade Fire dopo l'uscita dell'album Neon Bible, di grande successo. Il mese successivo, si è assicurata la prima copertina di una rivista britannica per la band 'Battles in previsione dell'uscita del loro album di debutto Mirrored.